# Kartuzijska mačka
Kartuzijska mačka je francuska pasmina domaće mačke.

## Izgled i osobine
Velika je i mišićava pasmina mačke koja ima snažne šape i brze reflekse. Ima plavosivo krzno te jantarne oči. Duge su 20–25 cm, a teže od 3 do 6 kg. Poznate su po svom "smiješku".
Poprilično je šutljiva mačka te rijetko proizvodi zvukove poput mijaukanja, iako su, međutim, neke nijeme. Inteligentne su te neke kartuzijske mačke mogu naučiti npr. upaliti i ugasiti radio. Nisu agresivne i općenito rijetko obolijevaju. Dosta su dobri lovci.

## Zanimljivosti
Maskota velikog svjetskog jazz festivala imena The Montreal International Jazz Festival je plava kartuzijska mačka nazvana Ste Cat. (  Arhivirana inačica izvorne stranice od 18. veljače 2012. (Wayback Machine))
Prvo slovo u službenom imenu kartuzijske mačke otkriva datum njezina rođenja. Sve kartuzijske mačke rođene u istoj godini imaju službena imena koja počinju istim slovom. Primjerice, kartuzijska mačka rođena 2002. godine ima službeno ime koje počinje na slovo T. (Fogle 2001:128)